# کسر مسلسل تعمیم یافته
در آنالیز مختلط، کسر مسلسل تعمیم یافته (انگلیسی: Generalized continued fraction) تعمیم حالت متعارف کسر مسلسل معمولی است که در آن پاره‌های صورت و مخرج را می‌توان ارزش‌های مختلط دلبخواهی گرفت.
کسر مسلسل تعمیم یافته عبارتی به صورت:
{\displaystyle x=b_{0}+{\cfrac {a_{1}}{b_{1}+{\cfrac {a_{2}}{b_{2}+{\cfrac {a_{3}}{b_{3}+{\cfrac {a_{4}}{b_{4}+\ddots \,}}}}}}}}}
است که در آن  an (n > 0) پاره‌ای از صورت و  bn پاره‌ای از از مخرج است و عبارت  bn بخش صحیح آغازین کسر مسلسل است.
همگرایی‌های متوالی کسر مسلسل را می‌توان با استفاده از «فرمول بازگشتی بنیادی» شکل داد:
{\displaystyle x_{0}={\frac {A_{0}}{B_{0}}}=b_{0},\qquad x_{1}={\frac {A_{1}}{B_{1}}}={\frac {b_{1}b_{0}+a_{1}}{b_{1}}},\qquad x_{2}={\frac {A_{2}}{B_{2}}}={\frac {b_{2}(b_{1}b_{0}+a_{1})+a_{2}b_{0}}{b_{2}b_{1}+a_{2}}},\qquad \cdots \,}
که در آن An صورت و Bn مخرج nمین همگرایی نام داردو برابر اند با
{\displaystyle A_{n}=b_{n}A_{n-1}+a_{n}A_{n-2},\qquad B_{n}=b_{n}B_{n-1}+a_{n}B_{n-2}\qquad (n\geq 1)\,}
که در آن‌ها مقادیر اولیه عبارت است از:
{\displaystyle A_{-1}=1,\quad A_{0}=b_{0},\quad B_{-1}=0,\quad B_{0}=1.}

## کتابشناسی
- Jones, William B.; Thron, W.J. (1980). Continued fractions. Analytic theory and applications. Encyclopedia of Mathematics and its Applications. Vol. 11. Reading, MA: Addison-Wesley. ISBN 0-201-13510-8. Zbl 0445.30003.